# Pavelló Olímpic de l'Ateneu Agrícola
El Pavelló Olímpic de l'Ateneu Agrícola és un pavelló del municipi de Sant Sadurní d'Anoia construït per l'Ateneu Agrícola el 1981.  La principal activitat que s'hi desenvolupa és l'hoquei sobre patins, i és la seu del Club Esportiu Noia, uns dels equips fundadors de l'OK Lliga. El pavelló fa 40 metres de llargària i 20 d'amplària i hi caben 1.500 espectadors.

## Història
El 8 de setembre del 1981, gràcies a l'esforç dels socis i amb la col·laboració de l'Ajuntament de Sant Sadurní, es va inaugurar el Pavelló de l'Ateneu després que el Noia Freixenet hagués estat jugant en una pista descoberta des de la seva fundació.
El pavelló va rebre el qualificatiu d'Olímpic el 1992, quan va ser sub-seu dels Jocs de Barcelona, acollint la fase preliminar de la competició d'hoquei patins.
Durant els més de 60 anys d'història del CE Noia, a part de l'hoquei patins s’han practicat altres disciplines esportives a l'Ateneu, com ara el Futbol, el Basquet i el Futbol Sala.
La propietat és de l'Ateneu Agrícola, que el 2020 va cedir l'ús del pavelló a l'Ajuntament de Sant Sadurní per un període de 51 anys, juntament amb una pista exterior, un teatre i un bar. El 2023 es va anunciar una remodelació del complex.

## Esdeveniments destacats
- 1984: Campionat d'Europa Júnior de Seleccions
- 1992: Sub-seu Jocs Olímpics de Barcelona[5]
- 2001: Fase Final Copa del Rei (Campió: Blanes)
- 2008: Fase Final Copa de la Reina (Campió: Voltregà)
- 2009: 9ª Festa Torneig Joan Petit
- 2010: Copa Continental (Reus 4-1 Mataró)
- 2011: Supercopa d'Espanya (FC Barcelona 5-1 Reus)
- 2014: Copa del Tricentenari (Noia, Catalunya, França i Suïssa)
- 2015: I Copa Capital del Cava (Noia, Comb. CdC, Espanya i Xile)
- 2015: Final 4 Lliga Catalana (FC Barcelona, Vendrell, Igualada i Voltregà)
- 2017: VIII Copa Generalitat (Campió Mas.: HP Tona. Campió Fem.: Girona HC)
- 2023: Campionat Europeu d'Hoquei sobre patins.[6]
- 2025: Campionat Europeu d'Hoquei sobre patins sub23.[7]